# موش جنگلی نلسون
موش جنگلی نلسون (نام علمی: Neotoma nelsoni) نام یک گونه از سرده موش کپه‌ساز است.